# Nosodendron smetanai
Nosodendron smetanai är en skalbaggsart som beskrevs av Jiri Háva 2003. Nosodendron smetanai ingår i släktet Nosodendron och familjen almsavbaggar. Inga underarter finns listade i Catalogue of Life.